# Casa Curutchet

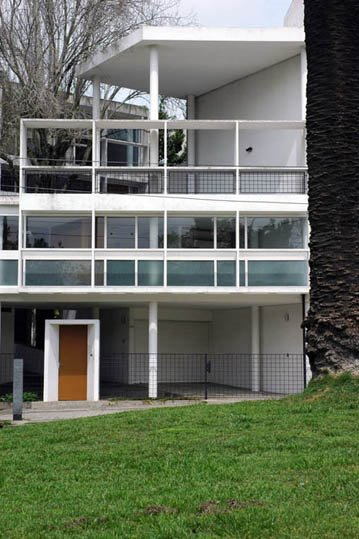
Casa Curutchet.

Casa Curutchet, La Plata, Argentina, är en av Le Corbusiers två byggnader i Amerika (den andra är Carpenter Center for the Visual Arts i Cambridge, Massachusetts). Den beställdes 1948 av kirurgen Pedro Domingo Curutchet och inkluderade en mindre läkarpraktik på första våningen. Huset består av fyra plan med en gårdsplan mellan huset och kliniken. Byggnadens fasad ligger ut mot parken Paseo del Bosque. Huvudfasaden har en brise soleil.
Byggandet påbörjades 1949 under överinseende av arkitekten Amancio Williams och arbetet var klart 1953. Huset exemplifierar Le Corbusiers fem arkitekturpunkter och inkluderar en ramp och en spiraltrappa.
Huset restaurerades 1986–1988 i samband med 100-årsjubileet av Le Corbusiers födelse och blev förklarat som nationellt historiskt minnesmärke (Monumento Histórico Nacional). Idag innehas huset av Buenos Aires arkitektsamfund, Colegio de Arquitectos, och är öppet för allmänheten för rundvandringar.
Casa Curutchet är en av de 17 Le Corbusier-byggnader som 2016 togs upp på Unescos världsarvslista.

## Adress
Casa Curutchet

Boulevard 53 Nº 320

1900 La Plata

Argentina